# Kreoloid
Kreoloid (anglicky creoloid nebo semi-creole, německy Halbkreolisch či Halbkreol) je jazyk, který má rysy kreolštiny, ale nevznikl z pidžinu. Typickým představitelem jsou Singlish (singapurská angličtina) a afrikánština, jež vznikla restrukturalizací nizozemštiny.
Někteří jazykovědci tvrdí, že románské jazyky vznikly (semi)kreolizací latiny. Jako další příklad se uvádí střední angličtina, restrukturalizovaná pod vlivem normanštiny.
Typickými vlastnostmi semikreolských jazyků jsou:
- absence gramatického rodu (alespoň u substantiv),
- absence pádu,
- redukovaná konjugace,
- využití prefixů a/nebo sufixů pro vyjádření slovesného času a způsobu,
- slovosled SVO.

Semikreolské jazyky mohou mít formu kontinua, tj. může existovat několik variant jazyka od basilektu (původní substrát) přes mesolekt až po akrolekt (superstrát).